# Nakau
Nakau is een bestuurslaag in het regentschap Midden-Bengkulu van de provincie Bengkulu, Indonesië. Nakau telt 902 inwoners (volkstelling 2010).